# Brocciu
El Brocciu cors, o Brocciu, és un formatge de Còrsega, que es beneficia d'una AOC des del 10 de juny de 1983, i DOP a nivell europeu pel Reglament de la Comissió n. 1107/96. La producció de llet i de sèrum de llet, la fabricació i la maduració d'aquest formatge s'efectuen a Còrsega.

## Història
És molt apreciat pels corsos que el consideren el seu «formatge nacional». «Qui no l'ha tastat, no coneix l'illa» va escriure Émile Bergerat a finals del segle xix. L'illa de Còrsega té un clima assolellat, i una orografia aspra per la qual els ramats d'ovelles i cabres pasten lliurement. Va obtenir la denominació d'origen el 1983, en un temps en què aquest producte no era considerat com un formatge, sinó un producte lacti. És l'única AOC de xerigot. Com tots els AOC, la seva etiqueta ha de posar "Appellation d'Origine Contrôlée" just sota de la denominació "Brocciu Corse" o "Brocciu". És obligatori mostrar el logotip de l'INAO.

## Elaboració
Es fabrica a partir de xerigot al qual s'afegeix llet sencera en una proporció que varia del 25 al 35%. Es ven fresc o afinat des de 21 dies a diversos mesos. La producció va ser de 485 tones la temporada 2001-2002 (-25% que el 1996) de les quals 100 tones es produeixen en granja.

## Característiques
És un formatge elaborat a base de llet d'ovella o de cabra, de pasta fresca, d'un pes que varia entre els 250 grams als 3 quilos. Té entre 40 i 50% de matèria grassa. Té forma de con truncat. El brocciu és blanc i cremós en estat fresc. També pot madurar i prendre's curat, amb la pasta coberta d'una fina pel·lícula de color blanc.

## Degustació
El seu període de degustació òptima és de novembre a juny, però també resulta excel·lent de març a novembre. És generalment consumit per postres, endolcides amb una gota de brandi però també és l'ingredient de nombrosos plats corsos (pulenta, omelette, cannelloni, légumes farcis...) entre ells el cèlebre fiadone, unes postres tradicionals. I marida bé amb un marc de Còrsega.